# Vajda Cecília

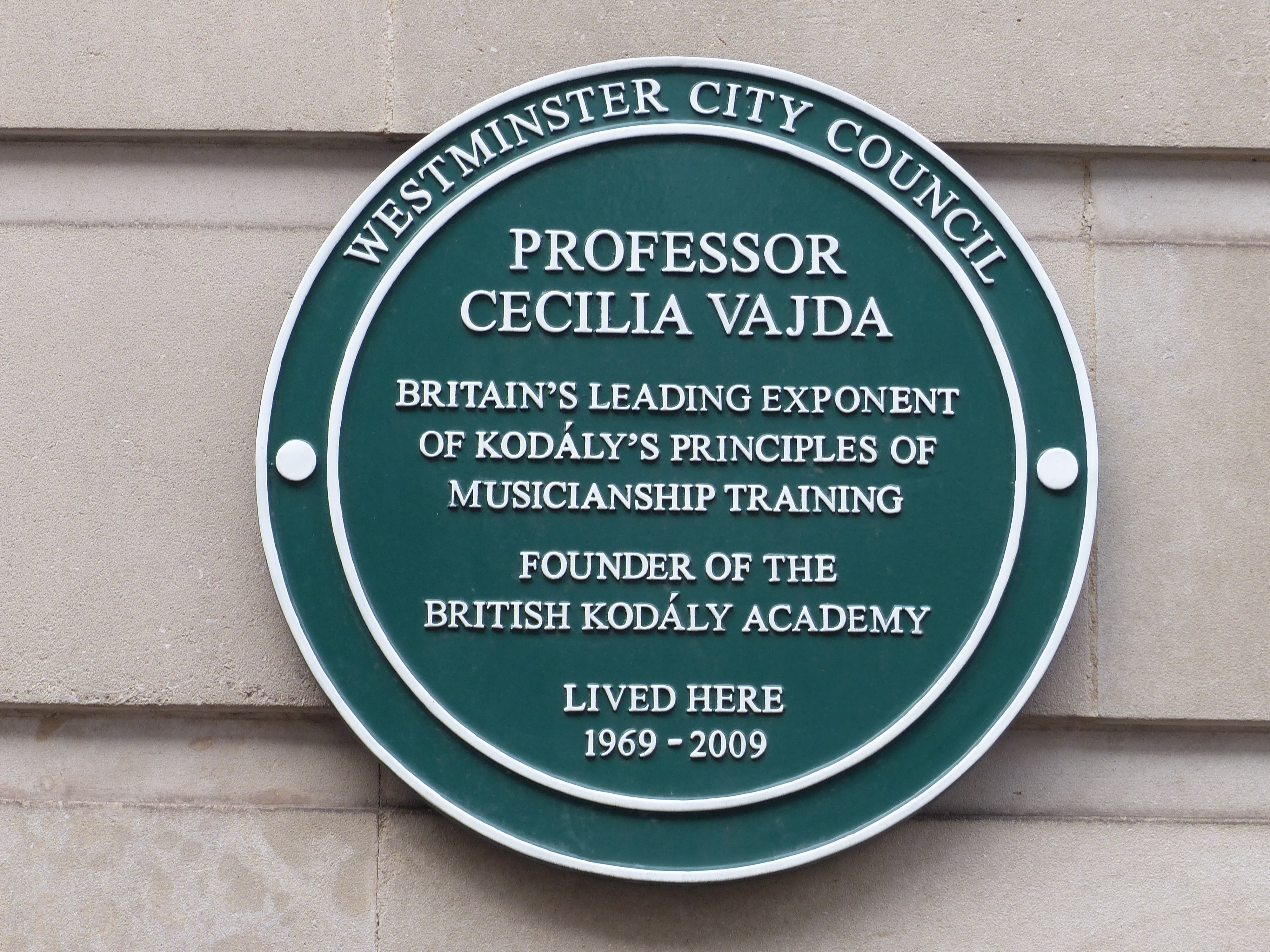
Emléktáblája londoni lakhelyén

Vajda Cecília (Budapest, 1923 – London, 2009. november 27.) magyar karnagy, a Brit Kodály Társaság alapítója.

## Élete
A Zeneakadémián 1946-ban oklevelet szerzett karvezetési szakon, itt mestere Vásárhelyi Zoltán volt. 1952-től vezénylési gyakorlatot oktatott a tanszéken. 1955-ben a Magyar Rádió Énekkarának karnagya lett, 1959-től 1966-ig művészeti vezetője volt. Karvezetői munkásságát a kórusirodalom klasszikus és magyar remekműveinek rádiófelvételei őrzik.
1965-ben Kodály Zoltán ajánlásával elutazott Londonba, ahol a Yehudi Menuhin Iskola tanulóit ismertette meg a magyar zenei nevelés különböző módszereivel. Kodály szellemében angol zenetanárokat tanított előbb Cardiffban, később Londonban. A Brit Kodály Társaság alapítója.

## Művei
- Music to Sing and Play - All in the Kodály Way. A selection of Vocal and Instrumental pieces for Junior, Secondary and Music Schools. London. Boosey & Hawkes.
- Musicianship Training according to the Kodály principles - Elementary Level. Part One & Two. London. Boosey & Hawkes.
- Musicianship Training according to the Kodály principles - Intermediate Level. London. Boosey & Hawkes.
- Musicianship Training according to the Kodály principles - Advanced Level. London, 2013. Boosey & Hawkes.
- The Kodály Way To Music. Vols. 1–2. London, 2018. Boosey & Hawkes.

## Díjai, elismerései
- 2009: Bartók–Pásztory-díj jelentős művészi, pedagógiai életművéért
- Köztársasági elnöki kitüntetés, a magyar zenei kultúráért kifejtett munkásságáért, valamint a magyar zenei nevelési módszer angliai meghonosításáért